# Cyr-Auguste-Marie-Emile-Henri de Lafond
Cyr-Auguste-Marie-Emile-Henri de Lafond, francoski general, * 1880, † 1964.